# Mistrzostwa Świata w Lekkoatletyce 2013 – trójskok kobiet
Trójskok kobiet – jedna z konkurencji technicznych rozgrywanych podczas lekkoatletycznych mistrzostw świata na Łużnikach w Moskwie.
Obrończynią tytułu mistrzowskiego z 2011 roku była Ukrainka Olha Saładucha.

## Terminarz
| Data        | Godzina |            |
| ----------- | ------- | ---------- |
| 13 sierpnia | 11:25   | Eliminacje |
| 15 sierpnia | 19:40   | Finał      |

## Statystyka

### Rekordy
Tabela prezentuje rekord świata, rekordy poszczególnych kontynentów oraz rekord mistrzostw świata przed rozpoczęciem mistrzostw.
|                                                | Zawodnik               | Wynik | Miejsce  | Data                  |
| ---------------------------------------------- | ---------------------- | ----- | -------- | --------------------- |
| Rekord świata                                  | Inesa Kraweć           | 15,50 | Göteborg | 10 sierpnia 1995(dts) |
| Rekord mistrzostw świata                       | Inesa Kraweć           | 15,50 | Göteborg | 10 sierpnia 1995(dts) |
| Rekord Afryki                                  | Françoise Mbango Etone | 15,39 | Pekin    | 17 sierpnia 2008(dts) |
| Rekord Azji                                    | Olga Rypakowa          | 15,25 | Split    | 4 września 2010(dts)  |
| Rekord Ameryki Północnej, Środkowej i Karaibów | Yargelis Savigne       | 15,28 | Osaka    | 31 sierpnia 2007(dts) |
| Rekord Ameryki Południowej                     | Caterine Ibargüen      | 14,99 | Bogota   | 13 sierpnia 2011(dts) |
| Rekord Europy                                  | Inesa Kraweć           | 15,50 | Göteborg | 10 sierpnia 1995(dts) |
| Rekord Australii i Oceanii                     | Nicole Mladenis        | 14,04 | Hobart   | 9 marca 2002(dts)     |

### Listy światowe
Tabela przedstawia 10 najlepszych wyników uzyskanych w sezonie 2013 przed rozpoczęciem mistrzostw.
| lp. | Zawodniczka         | Wynik | Data       | Miejsce     |
| --- | ------------------- | ----- | ---------- | ----------- |
| 1.  | Olha Saładucha      | 14,85 | 1 czerwca  | Eugene      |
| 2.  | Caterine Ibargüen   | 14,83 | 1 czerwca  | Eugene      |
| 3.  | Jekatierina Koniewa | 14,82 | 11 lipca   | Kazań       |
| 4.  | Keila Costa         | 14,58 | 7 czerwca  | São Paulo   |
| 4.  | Snežana Rodić       | 14,58 | 15 czerwca | Nova Gorica |
| 4.  | Irina Gumieniuk     | 14,58 | 16 czerwca | Jerino      |
| 4.  | Hanna Kniaziewa     | 14,58 | 6 lipca    | Paryż       |
| 8.  | Alsu Murtazina      | 14,54 | 16 czerwca | Jerino      |
| 9.  | Atanasia Pera       | 14,48 | 28 czerwca | Mersin      |
| 9.  | Kimberly Williams   | 14,48 | 6 lipca    | Paryż       |

## Minima kwalifikacyjne
Aby zakwalifikować się do mistrzostw, należało wypełnić minimum kwalifikacyjne. Każdy komitet narodowy mógł zgłosić maksymalnie trzy zawodniczki do startu w tej konkurencji. Jedna z nich mogła mieć spełnione minimum B, pozostałe musiały wypełnić warunek A. Niedopuszczalne były rezultaty osiągnięte przy zbyt silnym wietrze (powyżej 2 m/s).
| Minimum A | Minimum B |
| --------- | --------- |
| 14,40     | 14,20     |

## Rezultaty

### Eliminacje
| Poz. | Grupa | Zawodniczka          | Reprezentacja | #1    | #2    | #3    | Rezultat | Uwagi |
| ---- | ----- | -------------------- | ------------- | ----- | ----- | ----- | -------- | ----- |
| 1    | A     | Olha Saładucha       | Ukraina       | 13,95 | 14,69 |       | 14,69    | Q     |
| 2    | B     | Caterine Ibargüen    | Kolumbia      | 14,52 |       |       | 14,52    | Q     |
| 3    | A     | Hanna Kniaziewa      | Izrael        | x     | x     | 14,46 | 14,46    | Q     |
| 4    | B     | Anna Piatych         | Rosja         | 13,80 | x     | 14,34 | 14,34    | Q     |
| 5    | A     | Kimberly Williams    | Jamajka       | 14,25 | 14,36 |       | 14,36    | Q     |
| 6    | B     | Jekatierina Koniewa  | Rosja         | 13,32 | 14,30 |       | 14,30    | Q     |
| 7    | A     | Irina Gumieniuk      | Rosja         | 14,30 |       |       | 14,30    | Q     |
| 8    | A     | Mabel Gay            | Kuba          | 13,99 | 13,95 | 14,17 | 14,17    | q     |
| 9    | B     | Snežana Rodić        | Słowenia      | 13,73 | x     | 14,17 | 14,17    | q     |
| 10   | B     | Anna Jagaciak        | Polska        | x     | 13,21 | 13,96 | 13,96    | q     |
| 11   | B     | Atanasia Pera        | Grecja        | x     | 13,85 | 13,92 | 13,92    | q     |
| 12   | A     | Dana Velďáková       | Słowacja      | x     | 13,88 | 13,85 | 13,88    | q     |
| 13   | A     | Keila Costa          | Brazylia      | 13,82 | 13,80 | 13,67 | 13,82    |       |
| 14   | B     | Simona La Mantia     | Włochy        | 13,57 | x     | 13,80 | 13,80    |       |
| 15   | A     | Niki Paneta          | Grecja        | 13,04 | 13,69 | 13,52 | 13,69    |       |
| 16   | B     | Rusłana Cychoćka     | Ukraina       | 13,51 | x     | x     | 13,51    |       |
| 17   | B     | Baya Rahouli         | Algieria      | x     | 13,41 | x     | 13,41    |       |
| 18   | A     | Irina Ektowa         | Kazachstan    | x     | 13,09 | 13,37 | 13,37    |       |
| 19   | A     | Anastasiya Juravleva | Uzbekistan    | 13,03 | 13,32 | x     | 13,32    |       |
| 20   | A     | Sarah Nambawa        | Uganda        | x     | x     | 13,31 | 13,31    |       |
| 21   | B     | Natalla Wjatkina     | Białoruś      | 13,19 | x     | 13,02 | 13,19    |       |

### Finał
| Poz. | Zawodniczka         | Reprezentacja | #1    | #2    | #3    | #4    | #5    | #6    | Rezultat | Uwagi |
| ---- | ------------------- | ------------- | ----- | ----- | ----- | ----- | ----- | ----- | -------- | ----- |
| 01 ! | Caterine Ibargüen   | Kolumbia      | x     | 14,85 | 14,69 | 14,83 | x     | x     | 14,85    | WL    |
| 02 ! | Jekatierina Koniewa | Rosja         | 14,29 | 14,81 | 14,59 | 14,33 | 14,79 | 12,18 | 14,81    |       |
| 03 ! | Olha Saładucha      | Ukraina       | 14,42 | 14,65 | 14,33 | 14,51 | 14,60 | 14,49 | 14,65    |       |
| 4.   | Kimberly Williams   | Jamajka       | x     | 13,98 | 14,17 | 14,62 | x     | x     | 14,62    | PB    |
| 5.   | Mabel Gay           | Kuba          | 14,28 | 14,38 | 13,83 | 14,45 | 14,29 | x     | 14,45    | SB    |
| 6.   | Hanna Kniaziewa     | Izrael        | 14,33 | 14,19 | x     | x     | 14,14 | x     | 14,33    |       |
| 7.   | Anna Piatych        | Rosja         | 14,29 | 11,68 | 14,08 | 14,21 | 14,22 | 14,20 | 14,29    |       |
| 8.   | Irina Gumieniuk     | Rosja         | x     | x     | 14,15 | x     | 13,98 | x     | 14,15    |       |
| 9.   | Snežana Rodić       | Słowenia      | 13,75 | x     | 14,13 |       |       |       | 14,13    |       |
| 10   | Anna Jagaciak       | Polska        | 13,65 | 13,95 | 13,65 |       |       |       | 13,95    |       |
| 11   | Dana Velďáková      | Słowacja      | x     | 13,84 | 13,60 |       |       |       | 13,84    |       |
| 12   | Atanasia Pera       | Grecja        | x     | 13,75 | 13,55 |       |       |       | 13,75    |       |